# Walter B. Jones senior

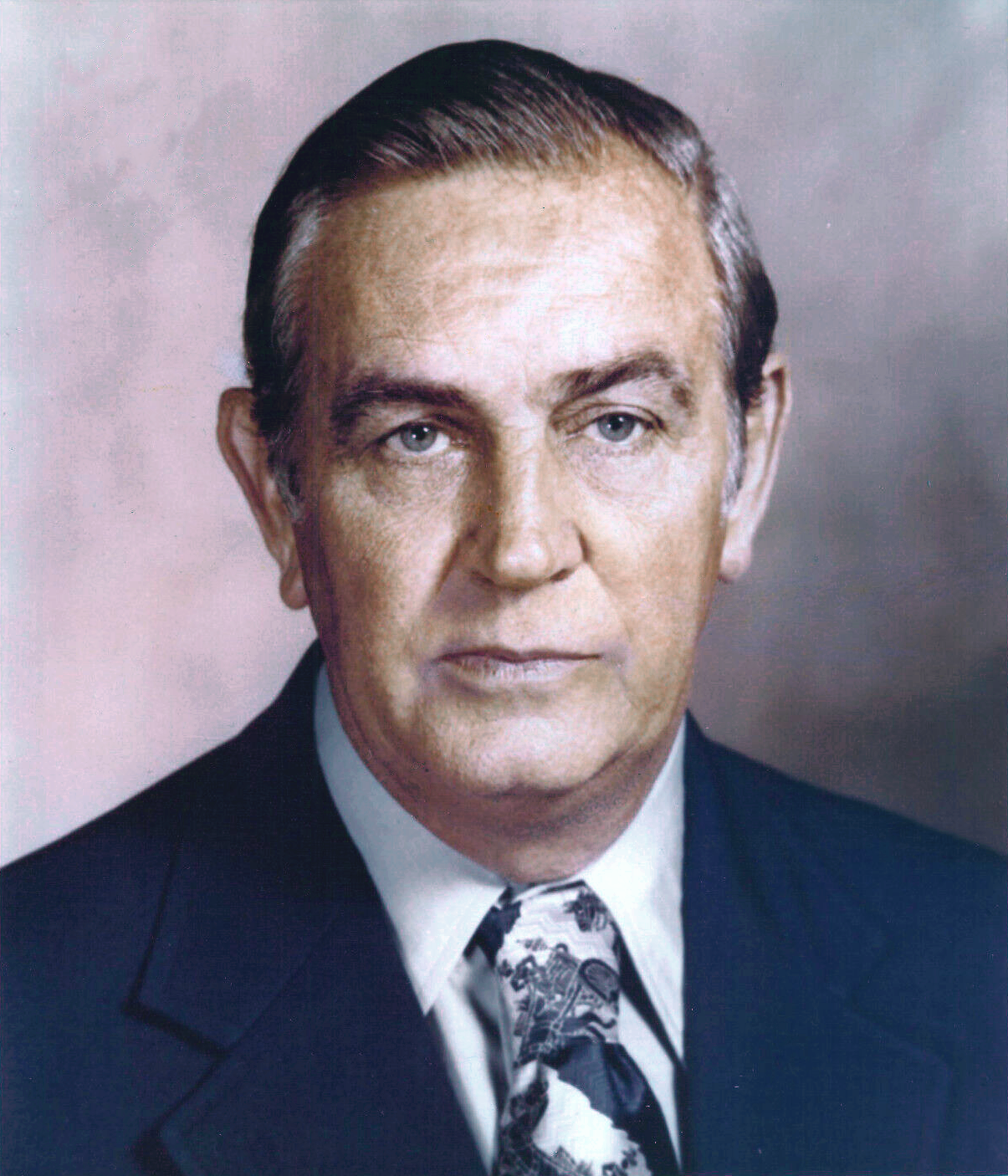
Walter B. Jones senior, 2013

Walter Beaman Jones Sr. (* 19. August 1913 in Fayetteville, North Carolina; † 15. September 1992 in Norfolk, Virginia) war ein US-amerikanischer Politiker. Zwischen 1966 und 1992 vertrat er den Bundesstaat North Carolina im US-Repräsentantenhaus.

## Werdegang
Walter Jones besuchte zunächst die Elise Academy in Hemp und studierte danach bis 1934 an der North Carolina State University in Raleigh. Danach war er als privater Geschäftsmann tätig. Politisch wurde Jones Mitglied der Demokratischen Partei. Zwischen 1949 und 1953 war er Bürgermeister der Stadt Farmville; von 1955 bis 1959 saß er als Abgeordneter im Repräsentantenhaus von North Carolina. Im Jahr 1965 gehörte er dem Staatssenat an.
Nach dem Tod des Abgeordneten Herbert Covington Bonner wurde Jones bei der fälligen Nachwahl für den ersten Sitz von North Carolina als dessen Nachfolger in das US-Repräsentantenhaus in Washington, D.C. gewählt, wo er am 5. Februar 1966 sein neues Mandat antrat. Nach 13 Wiederwahlen konnte er bis zu seinem Tod im September 1992 im Kongress verbleiben. In diese Zeit fielen unter anderem  der Vietnamkrieg, das Ende der Bürgerrechtsbewegung und die Watergate-Affäre. Außerdem wurden der 25. und der 26. Verfassungszusatz ratifiziert. Seit 1981 war Jones Vorsitzender des Ausschusses, der sich mit der Handelsmarine und der Fischerei befasste.
Walter Jones starb am 15. September 1992 in Norfolk. Sein 1943 geborener Sohn Walter vertritt seit 1995 den dritten Distrikt von North Carolina im Kongress.